# Intoxicación por drogas combinadas
La intoxicación por drogas combinadas (en inglés combined drug intoxication, CDI), o ingesta múltiple de drogas (en inglés multiple drug intake, MDI), es una causa de muerte por sobredosis de drogas mediante el consumo de polidrogas, a menudo implicada con la polidependencia.

## Factores de riesgo
Las personas que utilizan polifarmacia tienen un riesgo elevado de muerte por CDI. Otros peligros de combinar medicamentos incluyen «daño cerebral, problemas cardíacos, convulsiones, sangrado estomacal, daño hepático/insuficiencia hepática, insolación, coma, respiración suprimida e insuficiencia respiratoria», junto con otras varias complicaciones. Trastornos como la depresión y la ansiedad también pueden deberse al policonsumo de drogas. Los ancianos son más propensos a morir por CDI, debido a que tienen diversas afecciones de salud relacionadas con su edad, por lo que suelen requerir de diferentes medicamentos, los cuales combinados con el deterioro mental propio de la ancianidad, les puede generar confusión a la hora de tomarlos. A los pacientes de edad avanzada a menudo se les receta más de un medicamento dentro de la misma clase de fármacos, y los médicos pueden tratar los efectos secundarios de los mismos con incluso aún más medicinas, lo que puede abrumar al paciente.

## Prevención
En general, el uso simultáneo de múltiples medicamentos debe ser supervisado cuidadosamente por una persona calificada, como un médico certificado y autorizado, ya sea un MD o un doctor especializado en medicina osteopática. La estrecha asociación entre los médicos prescriptores y las farmacias, junto con la informatización de las recetas y los historiales médicos de los pacientes, tienen como objetivo evitar la aparición de interacciones medicamentosas peligrosas. Generalmente se incluyen listas de contraindicaciones de un medicamento, ya sea en monografías, prospectos (que acompañan a los medicamentos recetados) o en etiquetas de advertencia (para medicamentos de venta libre). Los médicos también pueden evitar el CDI/MDI exigiendo a sus pacientes que devuelvan las recetas no utilizadas. Los pacientes deben preguntar a sus médicos y farmacéuticos si existe alguna interacción entre los medicamentos que están tomando.

## Combinaciones comunes

### Alcohol
El alcohol puede exacerbar los síntomas y puede contribuir directamente a una mayor gravedad de los síntomas. Las razones de la toxicidad varían según la mezcla de fármacos. Por lo general, la mayoría de las víctimas mueren después de usar dos o más medicamentos combinados, que inhiben la respiración, y el bajo nivel de oxígeno en la sangre causando una muerte cerebral.
 